# فرانک سی‌اف‌ای مرکز آفریقا

کاربرد: فرانک سی‌اف‌ای غرب آفریقا فرانک سی‌اف‌ای مرکز آفریقا

فرانک سی‌اف‌اِی مرکز آفریقا (به فرانسوی: franc CFA)، (کد: XAF) یکای پول شش کشور مرکز آفریقا است.
سرنام CFA برگرفته از واژگان فرانسوی Communauté financière d'Afrique (به فارسی: انجمن مالی آفریقا) می‌باشد. مقر این یکای پول، بانک مرکزی دولت‌های آفریقای میانه (BEAC) در یائونده، کامرون است. در کل هر فرانک سی‌اف‌ای آفریقای میانه به صد سانتیم (به انگلیسی: centime) بخش می‌شود اما تابحال از سانتیم استفاده نشده است.
در چند کشور مرکزی آفریقا فرانک سی‌اف‌ای آفریقای باختری که دارای ارزش برابر با «فرانک سی‌اف‌ای آفریقای میانه» است، در جریان می‌باشد. نام هردو یکای پول فرانک سی‌اف‌ای است.

## نگارخانه